# Marie-Thérèse Piérat
Marie-Thérèse Piérat, de son vrai nom Marie Panot, est une actrice française née le 12 juin 1883 à Paris 9e  et morte le 29 mai 1934, dans le 17e arrondissement de Paris.

## Biographie
Sa mère Alice Panot (née Marie-Joséphine-Alexandrine en 1862 à Metz), comédienne est 2e prix du Conservatoire en 1886, son grand-père, Alexandre-Clément Panot a une troupe de comédiens ambulants, le 25 mai il écrivait au maire, en lui annonçant son arrivée pour la foire de Saint-Clair, dans sa troupe se trouvent M. Paul, du Gymnase de Paris, M. Bernard Léon, du même théâtre, et Mme Paul Ernest, du théâtre royal de Berlin (source: archives communales de Tulle).
Toutes les biographies disent quelle est née le 15 septembre 1885, le Larousse dit qu'elle est née à Montceau-les-Mines, que Piérat est le pseudonyme de Germaine Bravlet, il est vrai que le 15 septembre 1885 nous avons un acte de naissance au nom de Germaine Bravlet, mais à peine née, cette Germaine décède. En 1900, Mlle Marie Panot, (c'est son nom de naissance) débutant dans la carrière artistique, était trop âgée de deux ans pour être admise au Conservatoire. Elle substitua, son acte de naissance celui de Germaine Bravlet née de Mme Berthier et de M. Bravlet, Mme Bravlet-Berthier demande 150,000 francs de dommages-intérêts en 1920. Et elle sera inhumée avec une plaque où l'année de naissance est 1885.
Entrée au Conservatoire en novembre 1900 vers la classe de M. de Féraudy, dès le premier concours en juillet 1901 obtient un premier prix de comédie dans le Mariage de Victorine. Engagée à l’Odéon elle y débute en octobre 1901 ans Brignol et sa fille, joue Galathée et crée en 1902 Les Noces Corinthiennes. Engagée à la Comédie-Française, elle débute le 22 décembre 1902 dans L’Autre Danger. En 1903 elle crée  L‘Irrésolu et reprend Blanchette. En 1904 elle joue Britannicus (Junie) et crée Notre Jeunesse. En 1905 interprète Le Fils de Giboyer et Le Duel. Elle y joue entre autres Psyché et Le Malade imaginaire de Molière (Angélique), Le Gendre de M. Poirier d'Émile Augier et Jules Sandeau (Antoinette), Hernani de Victor Hugo (doña Sol) et Phèdre de Jean Racine. Elle est nommée 342e sociétaire en  1905 et en devient la doyenne .
Elle épouse le 29 janvier 1906 , à Paris 17e le peintre Lucien-Victor Guirand de Scevola, le couple habitait à cette date le 91 avenue de Villiers.
Elle hérite de sa mère le château de Montsauve à Sauveterre, (Gard), où le couple accueillera de très nombreux artistes et autres personnalités. Elle était aussi viticultrice, et elle avait le Mérite agricole et elle en était très fière.
Elle meurt d'une angine de poitrine le 29 mai 1934 dans son appartement du 9 Place Malesherbes, elle est inhumée au cimetière Montmartre,. Elle repose dans une chapelle (de nos jours un peu à l'abandon) avec son grand-père, Alexandre-Clément Panot (1812-1886 ), sa grand-mère, Charlotte Bravlet (1841-1924), viendront la rejoindre : sa mère, Alice Panot (1862-1941), et son époux  Lucien-Victor Guirand de Scevola.
Antonio de La Gandara fit d'elle un excellent portrait.

## Théâtre

### Hors Comédie-Française
- 1901 : Brignol et sa fille d'Alfred Capus, théâtre de l'Odéon : Cécile Brignol
- 1901 : Les Âmes en peine d'Ambroise Janvier de La Motte et Marcel Ballot : Jeanne
- 1901 : Notre jeunesse d'Alfred Capus : Lucienne

### Comédie-Française
Entrée à la Comédie-Française en 1902
Nommée 342e sociétaire en 1905
- 1902 : L'Autre Danger de Maurice Donnay : Madeleine
- 1903 : Blanchette d'Eugène Brieux : Blanchette
- 1903 : Le Gendre de monsieur Poirier d'Émile Augier et Jules Sandeau : Antoinette
- 1904 : Britannicus de Jean Racine : Junie
- 1905 : Idylle d'Alfred de Musset : Rodolphe
- 1905 : Le Gendre de monsieur Poirier d'Émile Augier et Jules Sandeau : Antoinette
- 1906 : Paraître de Maurice Donnay : Juliette Margès
- 1907 : La Rivale de Henry Kistemaeckers et Eugène Delard : Simone de Mortagne
- 1907 : Le Gendre de monsieur Poirier d'Émile Augier et Jules Sandeau : Antoinette
- 1907 : Chacun sa vie de Gustave Guiches et Pierre-Barthélemy Gheusi : Pauline Clermain
- 1908 : Simone d'Eugène Brieux : Simone
- 1908 : Le Bon roi Dagobert d'André Rivoire : la Reine
- 1909 : La Veille du bonheur de François de Nion et Georges de Buysieulx : Minna Lorgant
- 1910 : Comme ils sont tous d'Adolphe Aderer et Armand Éphraïm : Ginette
- 1910 : Les Marionnettes de Pierre Wolff : Fernande de Montclard
- 1911 : L'École des maris de Molière : Isabelle
- 1911 : Le Goût du vice de Henri Lavedan, théâtre de l'Odéon : Lise Bernin
- 1913 : La Marche nuptiale de Henry Bataille : Grace de Plessans
- 1917 : Phèdre de Jean Racine : Phèdre
- 1917 : L'Élévation de Henri Bernstein : Édith
- 1919 : Les Sœurs d'amour de Henry Bataille : Evelyne Martin
- 1920 : Juliette et Roméo d'André Rivoire d'après William Shakespeare : Juliette
- 1921 : L'École des maris de Molière : Isabelle
- 1921 : Francillon d'Alexandre Dumas fils : Francine de Riverolles
- 1921 : Aimer de Paul Géraldy : Hélène
- 1922 : Les Amants magnifiques de Molière : Eriphile
- 1922 : L'Ivresse du sage de François de Curel, mise en scène Marie-Thérèse Piérat : Hortense
- 1923 : Les Deux Trouvailles de Gallus de Victor Hugo : Lison et la marquise Zabeth
- 1923 : Monna Vanna de Maurice Maeterlinck : Giovanna
- 1924 : La Dépositaire d'Edmond Sée : Solange
- 1924 : La Reprise de Maurice Donnay : Henriette
- 1925 : Hedda Gabler de Henrik Ibsen : Hedda
- 1925 : La Nuit des amants de Maurice Rostand : Faustine
- 1925 : Robert et Marianne de Paul Géraldy : Marianne
- 1926 : Le Cœur partagé de Lucien Besnard : Frédérique

### Metteur en scène
- 1922 : L'Ivresse du sage de François de Curel, Comédie-Française

## Filmographie
- 1926 : Pour régner d'André Luguet